# Île Bicquette
L'île Bicquette est située dans l'estuaire du fleuve Saint-Laurent, au Québec. Elle fait partie du district du Bic à Rimouski, une ancienne municipalité du Québec, et se trouve juste au nord de l'île du Bic. Elle constitue le plus important site de nidification de l'estuaire pour les eiders à duvet. On y compte plus de 10 000 nids de cette espèce de canard. L'accès à l'île est interdit aux visiteurs sans autorisation car elle est sous protection fédérale par le biais de la réserve nationale de faune des îles de l'Estuaire.

## Toponymie
L'origine du toponyme provient d'un diminutif du terme bic, qui est une variante du mot pic utilisé par Samuel de Champlain en 1612 pour désigner le pic Champlain, une montagne haute et pointue située à proximité. Une carte géographique dressée par James Cook en anglais en 1759 mentionne le nom de « Bicquet ». Un autre cartographe, Joseph Bouchette, mentionne le nom de « Biquette Island » en 1831. En 1870, Eugène-Étienne Taché réutilise le nom de «I.(le) Bicquet».

## Description et géologie
L'île est située au nord-ouest de l'île du Bic, à l'ouest de la municipalité de Rimouski et à 8,9 km de la rive sud du Saint-Laurent. La composition géologique de l'île est de nature schisteuse et la végétation présente se compose d'une petite tourbière dans le centre de l'île entourée de conifères de petites dimensions. Un chenal portant le même toponyme et témoin de nombreux naufrages sépare l'île Bicquette de l'île du Bic.

## Histoire
Pendant la période française, l'île et le havre du Bic, situé à proximité, étaient utilisés comme poste de ravitaillement pour les navires. Les pilotes y débarquaient ou se dirigeaient vers les navires à guider sur le fleuve Saint-Laurent. Les missionnaires s'y reposaient aussi entre deux voyages d'évangélisation auprès des amérindiens.
Un des naufrages les plus connus à y être survenu est celui d'un navire anglais, le Germanicus, qui s'est échoué le 7 novembre 1919 après avoir heurté un récif. Le navire anglais y était allé rejoindre le bateau-pilote Eureka, habituellement en poste à Pointe-au-Père, mais qui s'était réfugié dans les environs du Bic pendant une tempête. L’épave du Germanicus est restée accrochée au récif près de l'île, jusqu'à ce que sa structure se disloque sous l'effet des marées en 1940.

## Faune et flore
L'île est surtout connue pour l'importante colonie d'eiders à duvet qui y niche et qui compte plus de 10 000 nids. Les recensements de la population d'eider présente sur l'île depuis 1965-1970 semblent indiquer que le nombre d'individus de l'espèce y est stable et compterait en moyenne 25 000 eiders. De fait, l'île Bicquette accueille la plus importante colonie de cette espèce dans l'estuaire du Saint-Laurent, une colonie où l'on dénombre environ 25 000 couples.
Environ 75 % de la superficie de l'île est constitué d'une forêt de sapins baumiers (Abies balsamea). Il s'agit cependant d'une forêt considérée comme mature et présentant peu d'indice de regénération naturelle. Plusieurs hypothèses sont avancées pour expliquer les raisons de ce manque de regénération soit : le fait que les jeunes plants de sapin subissent un fort niveau de piétinement de l'importante colonie d'eiders ; la concentration élevée d'azote dans le sol due aux fèces des oiseaux ; le broutage des jeunes pousses par le lièvre d'Amérique ou encore la diminution de la quantité de graines produites reliée à l'âge élevé de la population de sapins de l'île.

## Phare

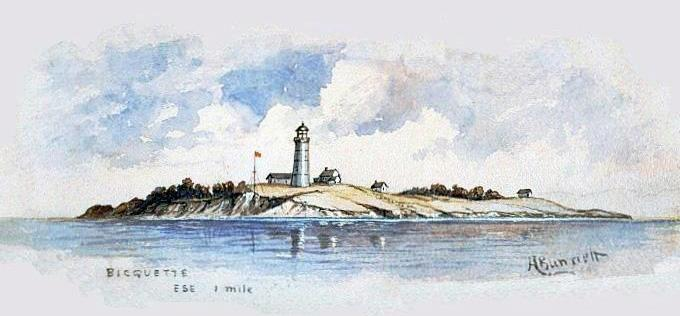
Bicquette, aquarelle de Henry Richard S. Bunnett, 1885-1889

Le phare qui s'y trouve a été construit en 1843 et mis en service en 1844. C'est un phare de jalonnement qui, avec les phares de l'île Verte et de l'île Rouge, vise à sécuriser la navigation de la côte sud du fleuve. Le phare est une tour circulaire mesurant 22,5 m de hauteur en tout (tour et salle de la lanterne),. Il s'agit d'une construction en bois et en pierre, comme les autres phares du réseau original des installations maritimes sur le  Saint-Laurent. Elle a été érigée pour guider les marins car de nombreux récifs sont présents aux environs de l'île. Le phare fut automatisé en 1988. 
Le phare est reconnu édifice fédéral du patrimoine par le Bureau d'examen des édifices fédéraux du patrimoine (BEÉFP) le 26 mai 1988.